# 小澤雄太
小澤 雄太（おざわ ゆうた、1985年10月8日 - ）は、日本の俳優。劇団EXILEのメンバー。愛称は、おざっつ。
東京都江戸川区出身。LDH JAPAN所属。

## 略歴
高校2年の終わりごろからダンスを始め、ブレイクダンスチーム江戸川野獣組合のリーダーを務めていた。
2009年、水道会社に勤務していたが、友人に誘われて参加した「第1回劇団EXILEオーディション」に合格し、俳優として活動を開始する。

## 人物
- 実家は寿司屋[4]。姉が1人、妹が1人がいる[4]。
- 料理好きが高じて[4]、2018年に「男THE飯」と題した企画を始動。所属事務所のグループ会社LDH kitchenの店舗などで期間限定メニューをプロデュースしていた[7]。

## 出演

### 舞台
- 劇団EXILE華組旗揚げ公演「ユーバエ8号」（2009年11月） - 中島 役
- 劇団EXILE華組第二回公演「六惡党」（2010年4月） - 木村収吉 役
- 劇団EXILE華組第三回公演「KILL THE BLACK」（2010年6月） - ポンセ / クニオ 役
- 劇団EXILE華組×風組合同公演「ろくでなしBLUES」（2010年12月） - 中田小兵二 役
- 「12」〜12人の怒れる男より〜（2011年2月）
- コントンクラブ 〜image4〜（2011年4月）
- 方南ぐみ企画公演「袋のねずみ」番外編『道』（2011年7月）
- つかこうへい追悼公演「新・幕末純情伝」（2011年9月 - 10月）
- 真田十勇士 〜ボクらが守りたかったもの〜（2011年12月） - 根津甚八 役
- 早乙女太一特別公演「GOEMON 〜孤高の戦士〜」（2012年3月 - 5月） - 赤ヒゲ 役
- 方南ぐみ×劇団EXILE「あたっくNo.1」（2012年8月 - 9月）
- 里見八犬伝（2012年11月） - 網乾左母二郎 役
- バイオハザードカフェで朝食を（2013年2月）
- 劇団EXILE公演「SADAKO -誕生悲話-」（2013年5月）
- 劇団EXILE公演「あたっくNo.1」（2013年8月 - 9月） - 大滝鉄男 少尉 役
- サイコメトラーEIJI 〜時計仕掛けのリンゴ〜（2014年2月 - 3月） - 主演・明日真映児 役
- 劇団EXILE あたっくNo.1スピンオフ朗読劇「眉毛一族の陰謀」（2014年4月）
- 劇団EXILE公演「THE面接」（2014年7月）[8]
- 劇団EXILE公演「それいけ小劇場!!」（2014年10月） - 赤坂みつけ 役
- 青山メインランドpresents gmk project 第一回公演「新・幕末純情伝」（2015年1月）
- 劇団EXILE公演「Tomorrow Never Dies 〜やってこない明日はない〜」（2015年2月 - 3月） - 片岡和也 役
- WATARoomプロデュース公演「男が泣く理由、教えます『4649』」（2015年5月）
- 方南ぐみ企画公演「あたっくNo.1」（2015年8月）
- VIVID CONTACT -re:born-（2016年1月）
- 三越劇場PRESENTS朗読舞台「逢いたくて」（2017年9月）
- 方南ぐみ企画公演「伊賀の花嫁 その二 鬼は外編」（2018年1月 - 2月）
- 暁の帝 〜壬申の乱編〜（2018年6月 - 7月） - 主演・大海人皇子 役
- 八王子ゾンビーズ（2018年8月） - 大池楓 役
- PSYCHO-PASS サイコパス Virtue and Vice（2019年4月 - 5月） - 相田康生 役
- 朗読劇「寄席から始まる恋噺」（2019年10月31日（Aチーム）） - 二宮秀 役
- 勇者のために鐘は鳴る（2020年1月 - 2月） - バチバチ 役[9]
- PARCO劇場オープニングシリーズ「大地」（2020年7月 - 8月） - ドランスキー 役
- ピサロ（2021年5月 - 6月） - ヴァスカ 役
- 伊賀の花嫁企画公演 朗読劇「三四郎のお見合い」（2021年6月15日） - 新発田 役
- JAM -ザ・リサイタル-（2021年10月 - 11月）- 世良コージ 役
- 丸裸刑事（2022年6月） - 西川丈太郎 役[10]
- 漆黒天 -始の語り-（2022年8月 - 9月） - 皿月壬午 役[11]
- 朗読劇「陰陽師」恋ぞつもりて篇（2022年9月） - 源博雅 役[12]
- ショウ・マスト・ゴー・オン（2022年11月 - 12月）- 警備員C / 浅倉 役[13][14]
- BOOK ACT 2023 NEW YEAR SPECIAL「僕らは人生で一回だけ魔法が使える」（2023年1月）[15]
- 「福」に憑かれた男（2023年3月） - 主演・長船秀三 役[16]
- Arcana Shadow（2023年7月）- 賀茂忠行 役[17]
- 朗読劇「あの空を。」（2023年7月）- ヒロト 役[18]
- スターライドオーダー（2023年9月15日）- もつにこみ 役[19]
- 朗読劇「夢から醒めない夢を見よ。」（2023年12月）[20]
- バンク・バン・レッスン（2024年2月）[21]
- MIANEYO（2024年3月） - 主演・新井竜也 役（平松可奈子とW主演）[22][23]
  - MIANEYO〜FINAL〜（2025年7月）
- 紀伊國屋ホール開場60周年記念公演 たやのりょう一座第13回公演「蒲田行進曲」（2024年5月）[24]
- 深山義夫 追悼公演「SCANP14 〜壬生浪士無頼伝〜」（2024年8月）[25]
- HOUSE〜7人の地縛霊〜（2024年8月 - 9月） - 森藤修 役[26][27]
  - HOUSEII〜7人の地縛霊〜（2025年8月）[28]
- 丸裸刑事 NO SEEK, NO FIND（2024年11月）[29]
- 朗読劇「刻め! 秒針よりも速く!!」（2024年11月 - 12月）[30]
- 舞台「新宿羅生門」薩長エージェンシー編（2025年1月） - 斎藤一 役[31][32]
- 殺し屋にくびったけ（2025年3月） - 主演[33]
- 紀伊國屋書店提携公演 たやのりょう一座 第14回公演「熱海殺人事件」（2025年11月）[34]

### テレビドラマ
- 土曜プレミアム「夢の見つけ方教えたる! 2」（2010年3月13日、フジテレビ）
- ろくでなしBLUES（2011年7月 - 9月、日本テレビ） - 山下勝嗣 役
- 結婚同窓会 〜SEASIDE LOVE〜（2012年7月 - 8月、フジテレビTWO） - 潮木奏太 役
- 土曜ワイド劇場「ヤメ検の女 3」（2012年7月21日、朝日放送） - 刑事 役
- シュガーレス（2012年10月 - 12月、日本テレビ） - 大垣伸光 / オーガ 役
- 水曜ミステリー9「特命おばさん検事! 花村絢乃の事件ファイル」（2012年12月26日、テレビ東京） - 金井浩二 役
- GTO 完結編 〜さらば鬼塚! 卒業スペシャル（2013年4月2日、フジテレビ）
- 花咲くあした（2014年1月 - 2月、NHK BSプレミアム） - 小見山翔 役
- テミスの求刑 第2話（2015年5月17日、WOWOW）
- HiGH&LOW〜THE STORY OF S.W.O.R.D.〜（2015年10月 - 12月、日本テレビ） - 加藤鷲 役[35]
  - HiGH&LOW Season2（2016年4月 - 6月）
- ウルトラマンジード（2017年7月 - 12月、テレビ東京） - 伊賀栗レイト 役
  - ウルトラマン ニュージェネレーションクロニクル 第21話、第22話（2019年5月）
  - ウルトラマン クロニクル ZERO＆GEED 第14話、第16話（2020年4月）
- 越路吹雪物語（2018年1月 - 3月、テレビ朝日） - 佐久間修治 役
- 深夜のダメ恋図鑑 第7話（2018年11月、テレビ朝日） - 肥後 役
- 郷土の偉人シリーズ第27作「加藤清正～土木の神様民とともに～」（2019年10月27日、テレビ熊本） - 森本儀太夫 役
- 八王子ゾンビーズ（2020年1月 - 2月、TOKYO MX） - 大池楓 役
- 恋と友情のあいだで「里奈Ver.」（2022年3月21日 - 、フジテレビTWO・フジテレビTWOsmart・FOD）[36]

### 配信ドラマ
- オンナ♀ルール 幸せになるための50の掟 第12話（2013年4月23日、NOTTV）
- 恋愛は必然である 〜ドラマで分かる! 新感覚恋愛法則〜 第8話（2014年2月12日、dビデオ・BeeTV）
- JAM -the drama-（2021年8月 - 10月、ABEMA） - 世良コージ 役[37]
- 恋と友情のあいだで「廉Ver.」（2022年3月、ひかりTV）[36]
- SCRUM スクラム エピソード0（2024年10月、DMM TV） - 東谷司 役[38]
  - SCRUM スクラム 〜西東京不動産物語〜（2025年5月）[39]

### 映画
- ゲバルト（2013年11月） - 主演・庵野倶理生 役
  - ゲバルト2 (2014年)
- ROAD TO HiGH&LOW（2016年5月） - 加藤鷲 役
  - HiGH&LOW THE MOVIE（2016年7月）
  - HiGH&LOW THE MOVIE 2 / END OF SKY（2017年8月）
  - HiGH&LOW THE MOVIE 3 / FINAL MISSION（2017年11月）
- 劇場版 ウルトラマンジード つなぐぜ! 願い!!（2018年3月） - 伊賀栗レイト 役[40]
- jam（2018年12月） - 世良コージ 役
- 記憶にございません!（2019年9月） ‐ 戸波 役
- 山中静夫氏の尊厳死（2020年2月） ‐ 研修医・中田治 役[41]
- 八王子ゾンビーズ（2020年7月） - 大池楓 役
- ゴースト 〜試煉の道ENDLESS〜（2020年11月） - 主演・柏原 役
- 漆黒天 -終の語り-（2022年6月） - 皿月壬午 役[11]
- 銀幕彩日 A Theater with a View（公開日不明）[42]
- バラシファイト（2023年7月） - 主演・巴川健一 役[43][44]

### CM
- 日清「カップヌードル」（2018年）[45]
- ザ・コンピュータ株式会社「GO!!電帳」（2023年）[46][47]

### ミュージックビデオ
- 三代目J Soul Brothers「FIGHTERS」（2011年）
- 青柳翔「HOME」（2019年）
- HANDSIGN「私の耳になって」（2022年）[48]
- Diamond Shake「Dragonfly〜風の物語」（2022年）[49]

### ラジオドラマ
- サタデードラマハウス "美男子劇場" 第十九弾ストーリー「ダンシン・イン・ザ・ナーサリー」（2016年10月、JNF） 原口鈴江、海老沢迅役 [50]

### 玩具
- ウルトラマンジード DXウルトラゼロアイNEO スペシャルver.（2018年3月） - 伊賀栗レイト 役
- ウルトラレプリカ ジードライザー（2024年10月） - 伊賀栗レイト 役
- ウルトラレプリカ ウルトラゼロアイNEO（2025年1月） - 伊賀栗レイト 役

### その他
- 『HiGH&LOW g-sword』アニメーションDVD付き特装版 フラッシュアニメ（2017年） - 加藤鷲 役
- 爆報！THEフライデー「本当にあった衝撃の逮捕劇SP」（2020年11月27日、TBS） - 本郷 役（再現ドラマでの警察官）
- 食巡りの旅（2020年8月 - 9月、YouTube）全6回[51]
- 福井市林業水産課PR動画（2021年10月、YouTube）全2回 - 主演・本人 役[52]

## プロデュース
- 男THE飯（2018年 - ）[7][53]
- 小澤雄太・八木将康プロジェクト「OZAYASU」
  - 舞台『丸裸刑事』（2022年）[10]
  - 舞台『丸裸刑事 NO SEEK, NO FIND』（2024年）[29]